# Serile Filmului Gay
Serile Filmului Gay este primul festival de film internațional cu tematică LGBTQIA+ din România și se desfășoară toamna, la Cluj-Napoca. Festivalul este organizat în exclusivitate pe bază de voluntariat de către membri ai comunității LGBT din Cluj, împreună cu prietenii acestora, ceea ce îi permite să fie un festival complet necomercial, unde intrarea la vizionările de filme și la toate evenimente asociate este liberă. Organizat pentru prima dată în 2004 de către Lucian Dunăreanu prin grupul local de iniâiativă Be An Angel România, actualmente PRIDE România, festivalul reprezintă un prilej de vizibilitate a comunității LGBT și a problematicii acesteia în societatea românească. El își propune să transmită într-un mod corect și cât mai eficient un mesaj de deschidere către diversitatea culturală și acceptarea valorilor individuale. În programul festivalului figurează poiecții de filme artistice cu tematică LGBT atât în secțiunea de competiție cât și în afara concursului, expoziții și spectacole, discuții și dezbateri, petreceri și alte evenimente.
Ediția din 2017 s-a desfășurat pe nouă zile, între 17 și 25 noiembrie.

## Ediția 2014
A avut loc între 10 și 16 noiembrie.

## Ediția 2010
A avut loc între 11 și 17 octombrie. Evenimente din cadrul ediției: „Să colorăm împreună cerul Clujului!”, expoziția „Show and Tell” și „Living Library”, biblioteca vie.

## Ediția 2009
A avut loc între 19 și 25 octombrie la Casa Tranzit. Premiile ediției 2009:
- Cel mai bun scurt metraj: Todas!!! (Spania)
- Cel mai bun documentar: Transvestites also cry (Franța)
- Cel mai bun lung metraj: I Can't Think Straight (Marea Britanie)
- Premiul publicului: My name is Love (Suedia)

În această ediție, pe lângă evenimentele obișnuite, a avut loc și o acțiune ecologică, „Noi nu suntem împotriva naturii” (acțiune de curățare a dealului Cetățuia din Cluj-Napoca când s-au strâns aproximativ 300 kg de deșeuri menajere).

## Ediția 2008
A avut loc între 13 și 19 octombrie, sub motto-ul „Aceiași oameni. Aceleași idealuri. Doar în aparență diferiți!”.

## Ediția 2007
A avut loc între 15 și 21 octombrie, sub sloganul „Respectă-mă asa cum sunt!”. Festivalul a comemorat cea de-a cincea aniversare de la fondarea Be An Angel România, organizatorul principal al festivalului. Pentru prima dată, festivalul a inclus expoziții de fotografie, reprezentări de teatru și un concurs de filme „homemade”, în cadrul căruia regizori amatori au fost invitați să realizeze scurtmetraje cu tematică LGBT, nu mai lungi de 20 de minute și cu un mesaj anti-discriminare sau de toleranță. Evenimentul a fost organizat ca parte a Anului European al Egalității de Șanse pentru Toți și a fost sponsorizat de KulturForum Europa.
Gala Premiilor Gay a avut loc pe 29 septembrie, la ora 22, în clubul Angels. Premii acordate:
- Personalitatea Anului: Daniel Zavoian
- Premiu de excelență: Neculai Constantin Munteanu
- Organizația Anului: Be An Angel România
- Premiul pentru activism LGBT: Kenno
- Premiul pentru promovarea culturii LGBT: Serile Filmului Gay
- Cel mai bun mijloc de informare pentru comunitatea LGBT: revista Angelicuss
- Cel mai sexy bărbat: Răzvan Fodor
- Cea mai sexy femeie: Monica Bîrlădeanu
- Cea mai populară drag queen din România: Toxice
- Cântecul gay al anului: Prinde-mă, aprinde-mă de Andreea Bălan
- Cel mai obiectiv show TV cu tematică LGBT: PRO TV Portret pe PRO TV

„Bila neagră” a fost acordată din nou lui Gigi Becali pentru remarcile sale homofobe.

## Ediția 2006
A avut loc între 25 și 30 septembrie.
Premii acordate:
- Personalitatea Anului: Alexandra Ungureanu
- Premiul pentru activism LGBT: Romanița Iordache de la ACCEPT
- Premiul pentru promovarea culturii LGBT: Toxice
- Cel mai bun mijloc de informare pentru comunitatea LGBT: revista online GayOne
- Cel mai sexy bărbat: Adrian Rozenberg
- Cea mai sexy femeie: Alexandra Ungureanu
- Cea mai populară drag queen din România: Kaballa Timișoara
- Cântecul gay al anului: Viața mea de Cristina Rus
- Cel mai obiectiv show TV cu tematică LGBT: Bomba zilei pe OTV